# Advanced Audio Coding
AAC (kratica od engleskog naziva Advanced Audio Coding) je audio kodek s gubicima razvijen u suradnji Fraunhofer instituta, te kompanija Dolby, Sony i Nokia. Dio je MPEG-2 standarda (Part 7), te MPEG-4 standarda (Part 3). Slično kao i ostali audio kodeci, koristi psihoakustičke efekte vremenskog i frekvencijskog maskiranja kako bi izbacio elemente zvuka za koje je procijenjeno da ih ljudsko uho ne registrira.
AAC je nasljednik popularnog MP3 kodeka. U odnosu na MP3 donosi niz poboljšanja poput dva puta veće rezolucije frekvencijskih pojaseva, upotrebu predikcije (bolje kodiranje stalnih zvukova), poboljšano stereo kodiranje, poboljšan Huffman algoritam, upotreba vremenskog oblikovanja šuma (bolja kvaliteta glasa na malim bitrate-ovima)... Rezultat je 30% bolja kvaliteta u odnosu na MP3 prema nezavisnim testiranjima. AAC je također prvi kodek koje je transparentan na 128 kbps (ne može se razlikovati od originala), te je time ispunio stroge kriterije EBU-u (European Broadcasting Union). AAC nije unatrag kompatibilan s MP3-em.

## Profili
- glavni profil (Main)
- s reduciranom kompleksnošću (LC - Low Complexity)
- sa skalirajućom frekvencijom uzorkovanja (SRS - Sample-Rate Scalable)
- s duljom predikcijom (LTP - Long Term Prediction)
- s malim kašnjenjem (LD - Low Delay)

## Podržani klijenti
- MPlayer
- VLC
- Real player
- QuickTime player
- WinAmp
- foobar2000
- Windows Media Player uz upotrebu ovog plugin-a

## Podržani uređaji
- iPod
- Microsoft Zune
- Sony Play Station Portable (PSP)
- Sony Play Station 3
- ručna računala bazirana na Palm operativnom sustavu
- Nokia, Motorola, Samsung, Sony Ericsson, BenQ-Siemens i Philips mobiteli

## Vanjske poveznice
- Fraunhofer MPEG AAC Family The MPEG AAC Family
- Apple Technologies - AAC
- [neaktivna poveznica]
- Telos Systems On Beer and Audio Coding  Arhivirana inačica izvorne stranice od 10. studenoga 2006. (Wayback Machine)
- Fraunhofer MPEG-4 AAC-LD - Low Delay AAC